# Мату-Кастельяну
Мату-Кастельяну (порт. Mato Castelhano)  —  муниципалитет в Бразилии, входит в штат Риу-Гранди-ду-Сул. Составная часть мезорегиона Северо-запад штата Риу-Гранди-ду-Сул. Входит в экономико-статистический  микрорегион Пасу-Фунду. Население составляет 2630 человек на 2006 год. Занимает площадь 238,364 км². Плотность населения — 11,0 чел./км².

## История
Город основан 30 марта 1992 года. 

## Статистика
- Валовой внутренний продукт на 2003 составляет 48.063.125,00 реалов (данные: Бразильский институт географии и статистики).
- Валовой внутренний продукт на душу населения на 2003 составляет 18.855,68 реалов (данные: Бразильский институт географии и статистики).
- Индекс развития человеческого потенциала на 2000 составляет 0,774 (данные: Программа развития ООН).